# Flugglim
Flugglim (Silene muscipula) är en nejlikväxtart. Flugglim ingår i släktet glimmar, och familjen nejlikväxter. Arten förekommer tillfälligt i Sverige, men reproducerar sig inte.